# Ralph Capone
Ralph „Bottles“ Capone (12. ledna 1894 – 22. listopadu 1974) byl členem zločineckého gangu a starším bratrem Ala Capona. Svou přezdívku Bottles („lahve“) získal pro svou angažovanost v nápojovém průmyslu.
Narodil se jako Raffaele James Capone a do Chicaga ho přivedl jeho bratr Al, který mu v době Prohibice svěřil na starost továrny na láhve patřící jeho organizaci Chicago Outfit, která v této době, kdy byl prodej alkoholu zakázán, usilovala o monopol na poli výroby nealkoholických nápojů (především pak nealkoholického zázvorového piva a sodové vody, často užívaných v míchaných nápojích). Ralph vydělal Outfitu velký majetek a během světové výstavy, probíhající v roce 1933 v Chicagu, se stal vedle výrobců Coca-Coly dominantním prodejcem nealkoholických nápojů. V dubnu roku 1930 se ocitl na seznamu veřejných nepřátel, jehož autorem byl Frank J. Loesch.
Po tom, co byl Al Capone v roce 1931 odsouzen za daňové úniky, Ralph v Outfitu zůstal a z Alova sídla v Palm Island na Floridě uspořádal několik jeho sjezdů. Coby manažer proslulého chicagského Cotton Clubu se Ralph údajně účastnil hazardních her a různých neřestí. V roce 1935 byl rovněž odsouzen za daňové úniky.
V mnoha směrech to byl Ralph, kdo stál v čele Alovy zločinecké organizace. Představitelé zákona ho jednou popsali jako její „šedou eminenci“. Ovšem ve skutečnosti měl Ralph v Outfitu i Národním zločineckém syndikátu jen relativně malou moc. To se ostatně projevilo během jeho svědectví před Kefauverovou senátní komisí v roce 1950. Měsíc po jeho výpovědi spáchal jeho synovec, Ralph Capone Jr., přezdívaný Sonny, sebevraždu spolykáním prášků zapitých vodkou po tom, co mu Sam Giancana, který v té době Outfit řídil, odmítl vyplácet roční rentu 24 000 dolarů a následně mu zkrachovala restaurace Sonny's Grotto, kterou si otevřel v Miami Beach na Floridě.
22. listopadu 1974 zemřel přirozeně v Hurley ve Wisconsinu i sám Ralph Capone. Byl zpopelněn na hřbitově Park Hill Cemetery v Bloomingtonu ve státě Illinois.
Na filmovém plátně ztvárnil postavu Ralpha Capona Ed O'Ross ve snímku Roda Hewitta The Verne Miller Story z roku 1987 a Titus Welliver v televizním filmu Ztracený Capone (The Lost Capone) režiséra Johna Graye z roku 1990.